# Glyptopetalum acuminatissimum
Glyptopetalum acuminatissimum är en benvedsväxtart som beskrevs av Merrill. Glyptopetalum acuminatissimum ingår i släktet Glyptopetalum och familjen Celastraceae. Inga underarter finns listade.